# Giulia Steingruber
Giulia Steingruber (Sankt Gallen, 24 maart 1994) is een turnster uit Zwitserland. Ze vertegenwoordigde haar vaderland op de Olympische Zomerspelen 2012 in Londen en de Olympische Zomerspelen 2016 in Rio de Janeiro.
Ze werd verkozen tot vrouwelijk Zwitsers Sportpersoon van het Jaar 2013.

## Resultaten

### Olympische Zomerspelen
| Jaar | Plaats         | Resultaten                                           |
| ---- | -------------- | ---------------------------------------------------- |
| 2012 | Londen         | 14e Individuele meerkamp                             |
| 2016 | Rio de Janeiro | 10e Individuele meerkamp · Sprong · (Q finale) Grond |

### Europese kampioenschappen
| Jaar | Plaats      | Resultaten                       |
| ---- | ----------- | -------------------------------- |
| 2013 | Moskou      | Sprong                           |
| 2014 | Sofia       | Sprong · Vloer                   |
| 2015 | Montpellier | Indiv. meerkamp · Sprong · Vloer |
| 2016 | Bern        | Sprong · Vloer                   |

1957: Larissa Latynina ·
1959: Polina Astachova ·
1961: Larissa Latynina ·
1963: Mirjana Bilić ·
1965: Věra Čáslavská ·
1967: Věra Čáslavská ·
1969: Olga Karasyova ·
1971: Ljoedmila Toerisjtsjeva ·
1973: Ljoedmila Toerisjtsjeva ·
1975: Nelli Kim ·
1977: Maria Filatova / Elena Mukhina ·
1979: Nadia Comăneci ·
1981: Maxi Gnauck ·
1983: Olga Bicherova / Ecaterina Szabo ·
1985: Jelena Sjoesjoenova ·
1987: Daniela Silivaș ·
1989: Svetlana Boginskaja / Daniela Silivaș ·
1990: Svetlana Boginskaja ·
1992: Gina Gogean ·
1994: Lilija Podkopajeva ·
1996: Lavinia Miloșovici / Lilija Podkopajeva ·
1998: Svetlana Chorkina / Corina Ungureanu ·
2000: Ludivine Furnon ·
2002: Alona Kvasha ·
2004: Cătălina Ponor ·
2005: Isabelle Severino ·
2006: Sandra Izbașa ·
2007: Vanessa Ferrari ·
2008: Sandra Izbașa ·
2009: Beth Tweddle ·
2010: Beth Tweddle ·
2011: Sandra Izbașa ·
2012: Larisa Iordache] ·
2013: Ksenia Afanasjeva ·
2014: Vanessa Ferrari / Larisa Iordache ·
2015: Ksenia Afanasjeva ·
2016: Giulia Steingruber ·
2017: Angelina Melnikova ·
2018: Mélanie de Jesus dos Santos ·
2019: Mélanie de Jesus dos Santos ·
2020: Larisa Iordache ·
2021: Jessica Gadirova ·
2022: Jessica Gadirova ·
2023: Jessica Gadirova ·
2024: Manila Esposito
1957: Larissa Latynina ·
1959: Natalia Kot ·
1961: Ute Starke ·
1963: Solveig Egman-Andersson ·
1965: Věra Čáslavská ·
1967: Věra Čáslavská ·
1969: Karin-Buttner_Janz ·
1971: Ljoedmila Toerisjtsjeva ·
1973: Ljoedmila Toerisjtsjeva / Angelika Hellmann·
1975: Nadia Comăneci ·
1977: Nellie Kim ·
1979: Nadia Comăneci ·
1981: Cristina Grigoraș ·
1983: Olga Bicherova ·
1985: Jelena Sjoesjoenova ·
1987: Jelena Sjoesjoenova ·
1989: Svetlana Boginskaja ·
1990: Svetlana Boginskaja ·
1992: Tatiana Gutsu ·
1994: Lavinia Miloșovici ·
1996: Simona Amanar ·
1998: Adrienn Varga ·
2000: Simona Amanar ·
2002: Natalia Ziganshina ·
2004: Monica Roșu ·
2005: Francesca Benolli ·
2006: Anna Grudko ·
2007: Carlotta Giovannini ·
2008: Oksana Chusovitina ·
2009: Ariella Kaslin ·
2010: Ekaterina Kurbatovna ·
2011: Sandra Izbașa ·
2012: Sandra Izbașa ·
2013: Giulia Steingruber ·
2014: Giulia Steingruber ·
2015: Maria Paseka ·
2016: Giulia Steingruber ·
2017: Coline Devillard ·
2018: Boglárka Déval ·
2019: Maria Paseka ·
2020: Zsófia Kovács ·
2021: Giulia Steingruber ·
2022: Zsófia Kovács ·
2023: Coline Devillard ·
2024: Coline Devillard ·